# ۴۵۸ (میلادی)
۴۵۸ (میلادی) چهارصد و پنجاه و هشتمین سال تقویم میلادی است.

## درگذشتگان
‎